# Sauracris lacerta
Sauracris lacerta är en insektsart som beskrevs av Burr 1900. Sauracris lacerta ingår i släktet Sauracris och familjen gräshoppor. Inga underarter finns listade i Catalogue of Life.